# Le idee esplosive di Nathan Flomm
Le idee esplosive di Nathan Flomm, conosciuto anche con il titolo Come distruggere il tuo capo (Clear History), è un film per la televisione del 2013 diretto da Greg Mottola e interpretato da Larry David, Bill Hader, Jon Hamm e Danny McBride. Il film è stato trasmesso in prima visione assoluta dal canale via cavo statunitense HBO il 10 agosto 2013.

## Trama
Nel 2003, in seguito al disaccordo con il proprietario di una startup sul nome da dare alla loro prima autovettura elettrica in procinto di essere lanciata sul mercato, il direttore marketing Nathan Flomm decide di disinvestire tutte le sue quote dalla società. Contrariamente alle sue aspettative, però, l'autovettura riscuote un successo formidabile e le azioni della società aumentano di valore in maniera esponenziale rendendo la sua decisione una barzelletta nazionale a causa dei suoi mancati guadagni. A dieci anni di distanza e dopo aver cambiato nome, aspetto ed essersi trasferito a Martha's Vineyard per rifarsi una vita, si troverà di nuovo davanti il proprietario (ora multimiliardario) della sua ex società che scatenerà in lui propositi di vendetta "esplosivi".

## Produzione
Il 16 maggio 2012 venne annunciato che Larry David era in trattative per essere il protagonista di un film scritto da Alec Berg, Jeff Schaffer e David Mandel e diretto da Greg Mottola. Il film doveva inizialmente essere prodotto dalla Fox Searchlight, ma nell'agosto dello stesso anno il progetto passò nelle mani della HBO, che il 13 settembre 2012 annunciò il cast della pellicola. Assieme a Larry David vennero scelti gli attori Bill Hader, Jon Hamm, Danny McBride, Philip Baker Hall, Kate Hudson, Michael Keaton, Eva Mendes, Amy Ryan e J. B. Smoove.

### Riprese
Le riprese del film iniziarono nel luglio del 2012 nello stato del Massachusetts e si svolsero tra Topsfield, Essex, North Andover e Beverly. Nel novembre dello stesso anno le riprese in Massachusetts terminarono e il cast e la troupe si spostarono a New York per le riprese finali.